# خوان مانوئل مازوچی
خوان مانوئل مازوچی (انگلیسی: Juan Manuel Mazzocchi؛ زادهٔ ۸ ژوئن ۱۹۹۷) بازیکن فوتبال اهل آرژانتین است.